# 黄土湿陷性
黄土湿陷性，一般指黄土（原状土）遇水体积缩小而形成沉陷的现象。
解释黄土湿陷原因的观点各异，但归纳起来可分为外因和内因两个方面：外因就是水和荷载，内因是组成黄土的物质成分和其特有的结构体系。其机理为部分水溶性物质溶解或黄土孔隙因水濅润而消失。